# Kršćanstvo u 872.
◄◄ | ◄ | 869. | 870. | 871. | 872.  | 873. | 874. | 875. | ► | ►►
Astronomija • Književnost • Kršćanstvo • Pravo • Promet
Kršćanstvo u 872.

## Svijet

### Smrti
- 14. prosinca – Hadrijan II. (* 792.)

## Vanjske poveznice
|  | Zajednički poslužitelj ima još gradiva o temi Kršćanstvo u 872. |